# Сибагатуллин, Фатих Саубанович
Фатих Саубанович Сибагатуллин (тат. Фатих Саубан улы Сибәгатуллин; 1 мая 1950, Апазово, Татарская АССР — 24 июня 2022, Москва) — российский татарстанский государственный и политический деятель. Депутат Государственной думы Федерального собрания Российской Федерации V, VI, VII созывов.

## Биография

### Молодые годы
Фатих Саубанович Сибагатуллин родился 12 апреля (1 мая по паспорту) 1950 года в селе Апазово Кзыл-Юлского района (ныне — Арского) Татарской АССР. В молодости занимался борьбой.
В 1966 году поступил на работу в совхоз «Ватан» Арского района. В 1973 году окончил Казанский ветеринарный институт имени Н. Э. Баумана (ныне — Казанская государственная академия ветеринарной медицины имени Н. Э. Баумана). Во время учёбы работал дворником и грузчиком, был командиром стройотряда. После получения образования работал главным ветеринарным врачом в совхозе «Бишнинский» Зеленодольского района (1973—1974) и колхозе «Чапаев» Балтасинского района (1974—1976). В 1976—1980 годах был председателем колхоза «Правда» Балтасинского района.

### На партийных и государственных должностях
В 1980 году ушёл на партийную работу. Занимал посты второго секретаря Балтасинского райкома КПСС (1980—1983) и председателя Арского райисполкома (1983—1984). В 1984—1990 годах был первым секретарём Мамадышского райкома КПСС (1984—1990). В то время работал с председателем Совета министров ТАССР Минтимером Шаймиевым. В 1987 году окончил Саратовскую высшую партийную школу. В 1990—1991 годах был председателем Мамадышского райсовета.
В 1990—1995 годах занимал пост министра сельского хозяйства и продовольствия Республики Татарстан при премьер-министре Мухаммате Сабирове. В 1993 году получил степень кандидата ветеринарных наук, защитив в Казанском ветеринарном институте диссертацию на тему «Совершенствование ветеринарной службы республики в период перехода к рыночной экономике». В 1995 году получил степень доктора ветеринарных наук, защитив диссертацию на тему «Совершенствование организации ветеринарного дела в Республике Татарстан». В 1995—1996 годах находился на посту заместителя премьер-министра и министра сельского хозяйства и продовольствия Республики Татарстан в правительстве Фарида Мухаметшина.
С 1996 по 2005 год был главой администрации Нурлатского (Октябрьского) района и города Нурлат, а также председателем президиума районного Совета народных депутатов. Уделял большое внимание развитию спорта, в частности национальной татаро-башкирской и греко-римской борьбы, конному спорту, настольному теннису. Был освобождён от должности в связи с упразднением администраций районов и городов республиканского значения.
В 2000—2004 годах был депутатом Государственного совета Республики Татарстан II созыва. В 2005 году окончил Казанский государственный финансово-экономический институт. В 2006—2007 годах занимал должность главы Нурлатского муниципального района и города Нурлат, а также председателя Совета муниципального района на непостоянной основе. Был председателем совета директоров АО «Татнефтепром-Зюзеевнефть» и членом совета директоров АО «Татнефтепром».
2 декабря 2007 года избран в Государственную думу Федерального собрания Российской Федерации V созыва по списку партии «Единая Россия». Был членом комитета по природным ресурсам, природопользованию и экологии, председателем подкомитета по углеводородному сырью. 4 декабря 2011 года переизбран депутатом Государственной думы VI созыва от «Единой России». Снова стал членом комитета по природным ресурсам, природопользованию и экологии, особо не выступал, однако подготовил большое количество законопроектов. 22 мая 2016 года по итогам партийных праймериз занял первое место в Приволжском одномандатном округе с 63 % голосов и стал кандидатом в Госдуму. При этом ранее отрицательно высказывался о праймериз, считая их «голливудским шоу» и «пародией». 18 сентября 2016 года вновь переизбран депутатом Государственной думы VII созыва от «Единой России» по Приволжскому одномандатному избирательному округу, набрав 70,74 % голосов.
В 2021 году зарегистрировался для участия в партийных праймериз по Приволжскому одномандатному округу с целью последующего переизбрания в Государственную думу, однако проиграл Илье Вольфсону. Не пройдя в новый состав думы, был назначен советником президента Республики Татарстана Рустама Минниханова по экологии.

### Научная, публицистическая и общественная деятельность
Является автором и соавтором более 15 монографий и учебных пособий, специализируясь в основном на совершенствовании ветеринарной службы, улучшении голштинской, холмогорской, бестужевской пород крупного рогатого скота с помощью чистопородного разведения и скрещивания. Занимает пост профессора кафедры организации ветеринарного дела Казанской государственной академии ветеринарной медицины имени Н. Э. Баумана. В 2010 году стал членом-корреспондентом Академии наук Республики Татарстан. Также является действительным членом Академии гуманитарных наук, Академии наук социальных технологий и местного самоуправления, Международной академии информатизации, Международной гуманитарной академии «Европа-Азия». Является академиком Академии естественных наук России и членом-корреспондентом Петровской академии.
Сибагатуллин является автором и соавтором более 40 книг и публикаций, в том числе по этнографии и истории. По мнению директора Института истории имени Ш. Марджани Рафаэля Хакимова, его работы заполнили нишу «научно-популярных, популярных и художественных книг» по истории татар. Так, Сибагатуллин заявлял, что татары вместе с хазарами являются родственным народом по отношению к баскам, русские происходят от шведов, Кирилл и Мефодий не придумывали кириллицы, а основой всех религий является тенгрианство. Также говорил, что Мао Цзэдун является татарином, Кузьма Минин по происхождению — татарин, Ротшильды и Рокфеллеры имеют общие с татарами корни, делая вывод о родстве татар и евреев, и отмечая, что 90 % тех, кто «сегодня кто правит миром — они выходцы из Хазарии, с корнями тюркскими».
В 2014 году Сибагатуллин стал кандидатом на Государственную премию Республики Татарстан им. Габдуллы Тукая с формулировкой «за серию историко-публицистических книг» — «От Аттилы до Президента», «Великие татары — строители и защитники Государства Российского», «Татары и евреи». Его кандидатура вызвала критику со стороны представителей татарстанской общественности и интеллигенции по причине того, что по их мнению Сибагатуллин не является писателем, а его книги были написаны «литературными неграми» с использованием плагиата. В то же время, в письме к республиканскую комиссию по государственным премиям, подписанном более 60 политиками и общественными деятелями, в том числе Валентиной Матвиенко, Владимиром Ресиным, Владимиром Колесниковым, Махмутом Гареевым, отмечалось, что «книги Фатиха Сибагатуллина пронизаны духом искренней любви к России, это книги настоящего государственника-патриота», которые позволяют «мировой общественности разобраться в том, кто же такие татары» и «достойны получения высокой премии». Тем не менее, Сибагатуллин премию не получил. В 2016 году стал членом Союза писателей России.

### Резонансные высказывания
30 октября 2017 года Сибагатуллин принял участие в совещании депутатов Государственной думы и членов Совета Федерации в Казани, посвящённом вопросам реализации федеральных целевых программ в Татарстане. Заседание провёл председатель Госсовета Татарстана Фарид Мухаметшин. На совещании Сибагатуллин пожаловался на работу ГИБДД, рассказав о том, как из один из инспекторов остановил его автомобиль, несмотря на табличку с надписью «Госдума», прикреплённую к лобовому стеклу:
В последнее время у нас упал авторитет депутатов Госдумы. Я на себе это испытываю в последнее время. В последнее время даже ГАИ останавливает. Написано „Госдума“, а он ничего не признает — маленький лейтенантик, вот такой шпингалет остановил, заставляет открыть багажник, я, говорит, никого не боюсь, в рот смотрит. Водитель, мой помощник, по своей наивности пошёл открывать багажник. Я говорю: „Зачем открываешь? Это же мое личное имущество!“. Без суда посягать на личное имущество депутата никто не имеет права, только по решению суда. Потом уехали мы, я сам хотел сесть за руль и уехать.
Вместе с тем Сибагатуллин заявил, что при предыдущем начальнике УГИБДД МВД по РТ Рифкате Минниханове «такого не было». Прервав выступление, Мухаметшин заметил, что данный случай является «исключением», пообещав «передать» заявление депутата в МВД. После заседания Сибагатуллин в комментарии журналистам пожаловался уже на самого председателя Госсовета, заявив, что «они Мухаметшина не проверяют» и «думают, что это вечно. Но это не вечно». Слова Сибагатуллина вызвали общественный резонанс. Руководитель фракции «Единая Россия» в Госдуме Сергей Неверов отметил, что депутатам «нужно быть внимательнее к своим собственным словам», в том числе «в отношении людей, которые носят погоны и обеспечивают нашу безопасность». Сам же Сибагатуллин сказал, что претензий к инспектору не имеет, отметив: «Я ведь его не оскорблял, лейтенантом назвал. Говорят, что я обозвал его „шпингалетом“! А что такое шпингалет? Я и сам не знаю!». По итогам внутренней проверки в ГИБДД заявили, что нарушений со стороны данного инспектора не было выявлено и он продолжает работать. В заявлении татарстанского МВД было отмечено, что «Mercedes-Benz» Сибагатуллина был остановлен «в полном соответствии с законодательством» 27 октября на перекрестке Кремлёвской набережной и улицы Саид-Галеева в Казани, его багажник с согласия водителя был проверен «на факт перевозки запрещенных предметов», после чего пассажир продемонстрировал удостоверение депутата Госдумы и автомобиль «продолжил движение». Спустя неделю, тот же самый инспектор стал фигурантом ещё одного резонансного случая: при проверке документов военного следователя на внедорожнике «Kia», тот начал движение и протащил инспектора по проезжей части, за что был задержан. Стало известно, что инспектора зовут Марсель Бадрутдинов, и затем он был награждён медалью «За доблестный труд» с формулировкой «за добросовестное выполнение служебных обязанностей, проявленный профессионализм в условиях, сопряженных с риском для жизни и здоровья».
22 марта 2018 года, по мотивам скандала с сексуальными приставаниями депутата Леонида Слуцкого к журналисткам, его оправдании думской комиссией по этике и последовавшего бойкота Госдумы со стороны ряда СМИ, Сибагатуллин дал довольно резкий и жёсткий комментарий татарстанскому изданию «Реальное время»:
Кто такие журналисты? Это слуги. Несколько лет назад их объявили четвертой властью. Володин сказал им: «Если не нравится, пусть освещают в другом месте». Пусть они прилично одеваются, разные части тела не показывают. Пока женщина не захочет — мужик не будет приставать. Я много прожил и много видел женщин. А тех журналисток не видел и видеть не хочу. Госдума — высшая народная власть. Хвосты надо немного прижать таким журналисткам. И они еще что-то пытаются иметь против. А со мной что сделали эти журналисты? Ситуацию с гаишником как подняли. Вечно ждут «жареные факты». Они знают, что у меня сердце шунтированное. Бог им судья.
После этого, заместитель секретаря Генерального совета «Единой России» и депутат Госдумы Евгений Ревенко, в прошлом сам журналист, выпустил официальное заявление партии, в котором было отмечено, что позиция Сибагатуллина «крайне возмутительна и некорректна», она «не имеет ничего общего с позицией „Единой России“ и наших депутатов», и «бросать такие оскорбительные слова в адрес коллег-журналистов недостойно представителя партии „Единая Россия“». Позже на своей странице в «фейсбуке» Ревенко написал, что назвать журналистов слугами «неприемлемо», так как «мы, депутаты, прежде всего сами являемся слугами народа», а также, что Сибагатуллину после этого «надо бы просто извиниться». Высказывание Сибагатуллина раскритиковал и председатель Госсовета Татарстана Фарид Мухаметшин. После реакции со стороны партийного руководства и всеобщего осуждения слов Сибагатуллина в СМИ, он отказался принести извинения: «Какого ещё Ревенко вы мне суете? Я не знаю такого. […] Мне уже 68 лет, я от этой партии ничего не имел и иметь не хочу. Мне ни Ревенко, ни другой, ни третий — не указ. Зачем они меня путают — „пусть извинится“? […] У прессы, что, нет других дел? Поднять зарплату нищим слоям, увеличить пенсию пенсионерам, чтобы у них была нормальная жизнь — вот о чём надо думать. Не о б….стве писать и претензии предъявлять! А если что-то было, надо было своевременно в суд подавать». Также он заявил, что является «высшим органом народной власти», и на вопрос об извинениях ответил: «Перед кем? Перед какими журналистами? Почему вы, пресса, берете в обиду правду? Тот, кто заказывает музыку, тот и танцует. Заплатили журналисту — он написал статью. […] Ты госслужащий, или наемный, как я сказал, слуга. Извиняться ещё тут». Через несколько дней его позиция поменялась кардинально. Сибагатуллин сказал, что полностью солидарен с позицией партии и «готов извиниться, но не знаю перед кем», так как «не называл конкретных фамилий и не хотел никого оскорбить». Позже он выпустил специальное заявление, в котором отметил, что «если мои слова не так поняли — я искренне прошу прощения у журналистов, никого не хотел обидеть». Сибагатуллин также извинился перед Ревенко, но при этом, по данным журналистских источников в Госдуме, их посадили вместе на соседних креслах «в приказном порядке для наведения дисциплины», прямо под «светлые очи спикера и объективы».

### Смерть и похороны

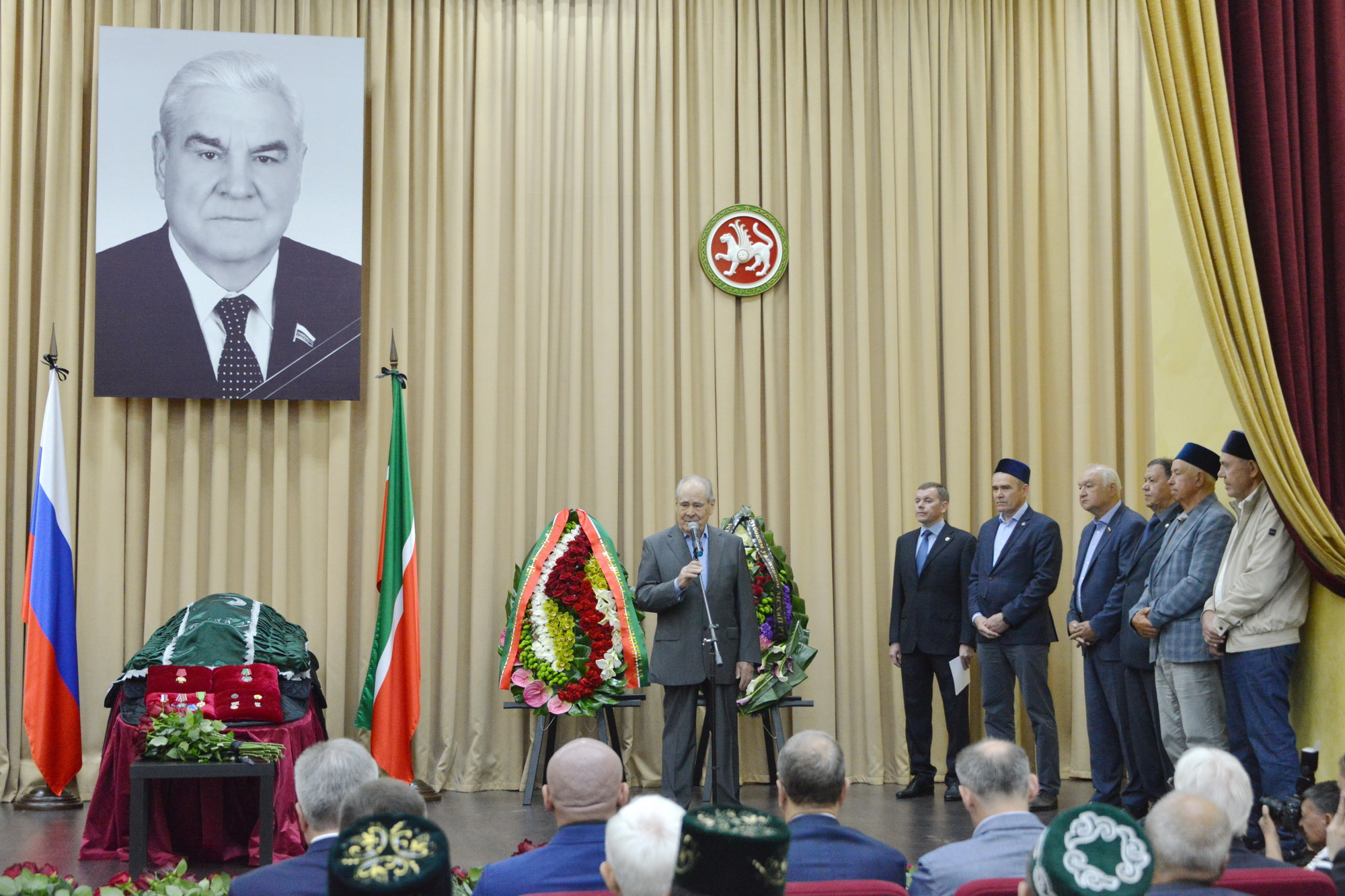
Прощание с Сибагатуллиным

Фатих Саубанович Сибагатуллин скончался 24 июня 2022 года в возрасте 72 лет от остановки сердца в реанимации межрегионального клинико-диагностического центра в Казани, куда накануне лёг на обследование. Свои соболезнования выразил президент Республики Татарстан Рустам Минниханов, отметивший, что Сибагатуллин «был яркой фигурой, настоящим патриотом, который искренне любил свою родную землю». Прощание прошло в актовом зале Дворца земледельцев, похоронен был Сибагатуллин на родине в Апазово.

## Награды
Российские
- Орден «За заслуги перед Отечеством» IV степени (2013)[98].
- Орден Почёта (2002)[99].
- Орден Дружбы народов (1986)[2][13].
- Почётное звание «Заслуженный работник сельского хозяйства Российской Федерации» (1997)[100].
- Почётная грамота Правительства Российской Федерации (2010)[101].
- Медаль «В память 1000-летия Казани» (2005)[13].
- Медаль «За заслуги в проведении Всероссийской переписи населения» (2003)[13][102].
- Медаль «200 лет МВД России» (2002)[13].
- Медаль «За укрепление боевого содружества» (2005)[13].
- Медаль «200 лет Министерству обороны» (2002)[13].
- Медаль «80 лет Госкомспорту России» (2003)[13].
- Золотая медаль ВДНХ (1979)[13].
- Золотая, серебряная медаль «За вклад в развитие агропромышленного комплекса России» (2005, 2003)[4][13][102].
- Юбилейная медаль «80 лет Гражданской авиации России» (2003)[13].
- Юбилейная медаль «100 лет профсоюзам России» (2004)[13].
- Памятная медаль «XXVII Всемирная летняя универсиада 2013 года в г. Казани» (2013)[13].
- Диплом Олимпийского комитета России за вклад в развитие настольного тенниса (2005)[14].
- Почётный знак «За заслуги в развитии физической культуры и спорта» (2000)[13].
- Нагрудный знак «Почетный работник сферы молодёжной политики» (2006)[13].
- Национальная премия «Россиянин года» (2004, 2007)[4][13].

Татарстанские
- Государственная премия Республики Татарстан в области науки и техники (2000)[103].
- Орден «За заслуги перед Республикой Татарстан» (2007)[2][13].
- Нагрудный знак «Почетный сотрудник МВД Республики Татарстан» (2003)[13][102].
- Нагрудный знак «За заслуги в образовании» (2000)[13][102].
- Знак «За достижения в культуре» (2005)[13].

Иностранные
- Орден Сельскохозяйственных заслуг степени кавалера (Франция, 1996)[2][13].

## Личная жизнь
Был женат вторым браком, четверо детей: дочь и три сына, в том числе сыновья-близнецы. От первого брака есть сын и дочь. От гражданской жены имеет сына, названного в честь президента Татарстана Рустама Минниханова.
За 2018 год задекларировал доход в размере 5 миллионов рублей с лишним, земельный участок площадью в 1500 м², жилой дом в 580 м², две квартиры 130 и 168 м² (всё — в пользовании), два автомобиля «Mercedes-Benz» E и G классов, тогда как жена указала 1 миллион 669 тысяч рублей, а также более 50 объектов недвижимости, среди которых земельные участки, здания, автостоянки, склады, гостиницы, общая площадь которых превышает 80 тысяч м².
Увлекался коневодством, основал Нурлатский конный завод, который назван в его честь и является единственным в Татарстане заводом по разведению чистокровных лошадей. По вероисповеданию — мусульманин, читал по-арабски, был в хадже.